# سالا، سوئد
شهر سال (به سوئدی: Sala) در بخش سالا در کشور سوئد واقع شده‌است. جمعیت این شهر ۱۱۰۰٫۹۵ نفر است.